# Merzbach
Der Merzbach ist ein linker Zufluss der Rur im westlichen Rheinland. Er hat eine Länge von 28 km und ein Einzugsgebiet von 105,8 km².

## Geographie

### Verlauf
Der Merzbach entspringt am Gut Klösterchen (Würselen) beim Propsteier Wald (Eschweiler) und bildet dessen westliche Begrenzung. Er fließt vorbei an Gut Merzbrück (Eschweiler) und durchquert St. Jöris und Kinzweiler. Wegen des Tagebaus Zukunft wurde der Bach umgeleitet und fließt nun an Warden vorbei. Zuvor durchfloss er die in den Jahren 1965 bis 1972 abgebaggerten Orte Lürken, Laurenzberg und Obermerz. Er fließt dann entlang der Orte Niedermerz, Aldenhoven, Engelsdorf, Merzenhausen, Welz und Linnich. Hier quert der Bach den Linnicher Mühlenteich und mündet an der Brücke der B 57 in die Rur. Bei Koslar mündet zudem das Hoengener Fließ in den Merzbach.

### Zuflüsse
- Grubenrandbach (rechts), 1,4 km
- Wardener Bach (links), 2,1 km
- Schlangengraben (rechts), 3,9 km
- Hoengener Fließ (links), 9,4 km
- Freialdenhovener Fließ (links), 9,6 km
- Ederener Fließ (links), 2,0 km

## Geschichte
Bei Röhe wurde eine römische Siedlung ausgegraben, die vermutlich *Marcianum hieß (‚Landgut des Marcius‘) und namensgebend für den Fluss und die Flur war. Der Name ist erstmals 1149 als Mercene verschriftlicht.
Jene Siedlung wurde im Dezember 1905 am Merzbach bei Röhe (Eschweiler) gefunden. Sie erstreckt sich auf einer Grundfläche von 20 m × 5 m. Es wurden Handmühlsteine, eine Reibschale und Scherben von Terra Sigillata und Terra Nigra gefunden.
Der Merzbach markiert die Gemeindegrenze zwischen Eschweiler und Würselen-Broichweiden.